# Menuthia nanella
Menuthia nanella är en fjärilsart som beskrevs av Émile Louis Ragonot 1888. Menuthia nanella ingår i släktet Menuthia och familjen mott. Inga underarter finns listade i Catalogue of Life.